# Pelops
Trong thần thoại Hy Lạp, Pelops (/ˈpiːlɒps, ˈpɛlɒps/; tiếng Hy Lạp cổ: Πέλοψ) là vua của thành Pisa ở bán đảo Peloponnesus (Πελοπόννησος, lit. "đảo Pelop"), con trai của Tantalus.
Ông được tôn thờ ở Olympia, nơi mà sự sùng bái ông đã phát triển thành huyền thoại sáng lập của Thế vận hội Olympic cổ đại.

## Gia đình
Pelops là con trai của Tantalus với Dione, Euryanassa, Eurythemista, hoặc Clytia. Theo một số tài liệu khác, Pelops là đứa con hoang của Tantalus trong khi cha mẹ nuôi của ông là Atlas và nymphe Linos. Một nguồn khác lại cho rằng ông là con trai của thần Hermes với tiên nữ Calyce trong khi các nguồn còn lại cho rằng ông là người Achaean đến từ Olenus.
Theo Phrygian hoặc Lydia, ông rời quê huơng đến Hy Lạp, chiến thắng vua Oenomaus trong một cuộc đua xe ngựa để kết hôn với con gái của Oenomaus là Hippodamia.
Pelops và Hippodamia có với nhau rất nhiều con cái. Những người con trai của họ là Pittheus (hoặc mẹ của Pittheus là Dia), Troezen, Alcathous, Dimoetes, Atreus, Thyestes, Copreus, Hippalcimus, (Hippalcus, Hippalcmus), Sciron Sicyon, Epidaurus, Cleones, (Cleonymus), Letreus, Dyspontos, Pelops bé, Argeus, Dias, Aelius, Corinthus, Cynosurus và Hippasus.  Bốn người con gái của họ kết hôn với người trong gia đình Perseus: Astydameia (kết hôn với Alcaeus), Nicippe (kết hôn với Sthenelus), Lysidice (kết hôn với Mestor), và Eurydice (kết hôn với Electryon). Người con gái khác của Pelops, Mytilene có con trai là Myton với Poseidon.
Với nymphe Axioche (Ἀξιόχη) hoặc Danais hay Astyoche, Pelops cũng có một người con hoang là Chrysippus, sau này có nguồn gọi là con trai của Pelops với Hippodamia  và là anh trai của Pleisthenes, đôi khi được gọi là con trai của Pelops với người đàn bà khác.

## Thần thoại

### Bữa tiệc man rợ của Tantalus
Cha của Pelops là Tantalus, cai trị vùng núi Spilus ở Anatolia, vốn là con trai của thần Zeus với nymphe Plouto. Vốn kiêu căng vì là con trai của thần Zeus, Tantalus quyết định lừa các vị thần Olympia. Ông đã làm thịt con trai mình là Pelops, sau đó sai người mang ra phục vụ cho các vị thần. Nữ thần Demeter, vì vô cùng đau buồn sau vụ Hades bắt cóc con gái mình là Persephone làm vợ, đã vô tình ăn miếng vai trái của Pelops. Tuy nhiên, các vị thần khác đã biết được mưu đồ của Tantalus và quyết định không ăn thịt cậu bé. Sau khi Tantalus bị các vị thần trừng phạt, Pelops đã được các vị thần Olympia cứu sống lại, vai trái của cậu được thần rèn Hephaestus thay thế bằng một miếng ngà voi.

### Cầu hôn Hippodamia
Khi trưởng thành, Pelops được nghe danh công chúa Hippodamia nổi tiếng xinh đẹp nên đã đến cầu hôn cô. Cha của cô là vua Oenomaus đã được nghe lời tiên tri rằng ông sẽ bị con rể của mình giết chết. Thế nên ông đã thách đấu những kẻ cầu hôn phải chiến thắng trong cuộc đua xe ngựa với ông mới được ông gả con gái cho. Trước đó, chưa có người cầu hôn nào sống sót. Pelops với sự giúp đỡ của Myrtilus, một người hầu của nhà vua Oenomaus, đã chiến thắng trong cuộc đua xe ngựa với nhà vua. Khi vua Oenomaus chết, Pelops đã cưới Hippodamia làm vợ nhưng lại quên ơn nghĩa với Myrtilus. Anh nghĩ ra kế để giết trừ Myrtilus. Trước khi chết, Myrtilus nguyền rủa rằng thế hệ con cháu của Pelops sẽ có một mối thù truyền kiếp, đó là bắt đầu từ hai anh em sinh đôi Atreus và Thyestes, một trong số những người con trai của Pelops với Hippodamia.
Nhà địa lý Pausanias viết vào cuối thế kỷ II TCN rằng Pelops đã dựng một tượng đài để vinh danh tất cả những người cầu hôn đi trước ông, và liệt kê tên của họ như sau:
1. Marmax
2. Alcathous, con trai của Porthaon
3. Euryalus
4. Eurymachus
5. Crotalus
6. Acrias thành Lacedaemon
7. Capetus
8. Lycurgus
9. Lasius
10. Chalcodon
11. Tricolonus
12. Aristomachus
13. Prias
14. Pelagon
15. Aeolius
16. Cronius
17. Erythras, con trai của Leucon
18. Eioneus, con trai của Magnes

## Hình ảnh

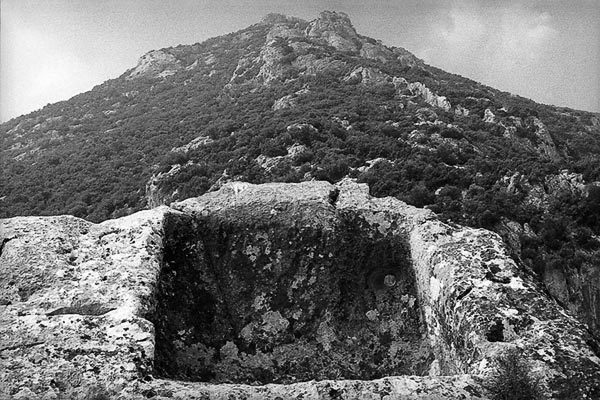
"Ngai vàng của Pelops" tại địa phương Yarıkkaya trên núi Sipylus
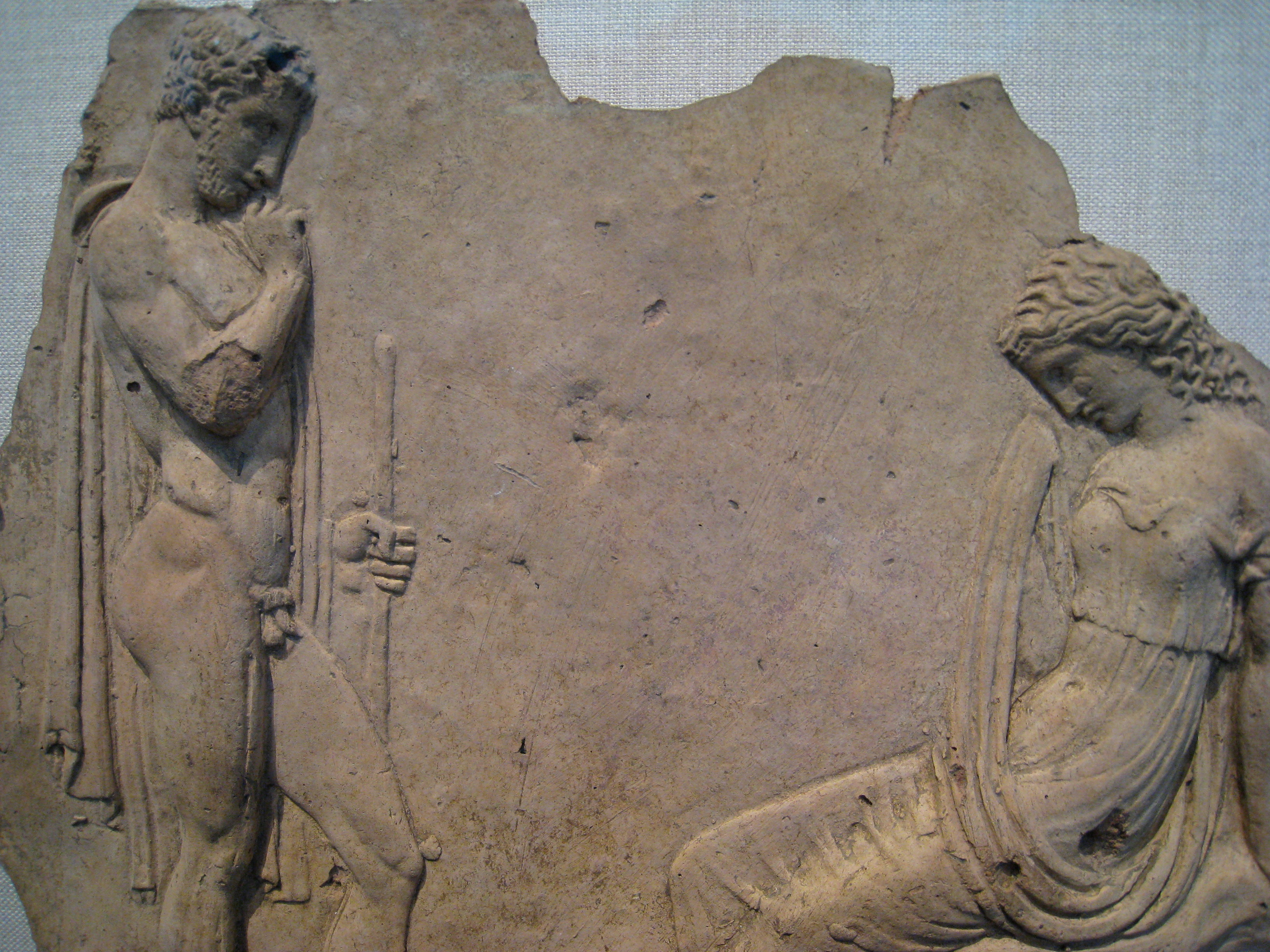
Pelops và Hippodamia; bức phù điêu được trưng bày tại Bảo tàng Nghệ thuật Quốc tế